# Douroucouli d'Azara
Aotus azarae, Aotus azarai
Espèce
Statut de conservation UICN

 LC  : Préoccupation mineure
Statut CITES
Le Douroucouli d'Azara (Aotus azarae) est une espèce de primates de la famille des Aotidae.

## Description

### Mensurations
Il mesure environ 70 cm, dont 60 % de queue (mesurant jusqu'à 40 cm), pour un poids avoisinant le kilogramme.

### Morphologie
Le pelage est court et laineux, grisâtre dans la zone dorsale avec des nuances rougeâtres sur la face ventrale. Le visage est brunâtre avec les bords blancs et de grandes taches blanches sur les yeux. Le front est rougeâtre avec trois bandes noires allant jusqu'aux côtés du cou.
La tête est plutôt petite et dotée de grands yeux bruns dépourvus de tapetum lucidum. Les oreilles sont petites et cachées à moitié par le pelage (Le nom du genre, Aotus, signifie en latin « sans oreilles »). La longue queue est noire dans sa partie terminale et non préhensile. Il y a sur la gorge un "sac" gonflable pour créer une forte résonance des vocalisations.

## Habitudes
Ce sont des animaux nocturnes, qui se reposent le jour dans les cavités des troncs d'arbre, ou qui restent cachés dans la végétation épaisse. Ils vivent en couples ou en petits groupes familiaux, composés d'un couple dominant avec deux à quatre petits pas encore entièrement indépendants, et qui dorment tous ensemble. Dès le réveil, ces animaux s'étirent et remplissent les fonctions corporelles, pour ensuite se mettre à la recherche de nourriture par ordre d'importance décroissant.
Pour compenser l'absence de tapetum lucidum, typique chez les animaux nocturnes, ils ont développé de grands yeux pour mieux capter la lumière lunaire. Toutefois, il a été observé que dans les nuits sans lune, l'activité de ces animaux est minimum et se concentre au coucher de soleil ainsi qu'à l'aube, alors que lors des nuits de pleine lune, particulièrement lumineuses, il y a des pics d'activité : ceci laisse à penser que ces animaux s'orientent principalement avec leur vue. La découverte de grands bulbes olfactifs dans leur cerveau, toutefois, pourrait révolutionner cette théorie, même si l'odorat ne pourrait servir uniquement à reconnaître le degré de mûrissement des fruits dont ces animaux se nourrissent.

### Régime alimentaire
Ces animaux se nourrissent essentiellement de fruits, en privilégiant les fruits petits et bien mûrs. Ils ne dédaignent pas toutefois de manger feuilles, fleurs, nectar, insectes et œufs d'oiseaux.

### Reproduction
Le Douroucouli d'Azara vit en couples rigoureusement monogames : la gestation dure un peu plus que quatre mois, au bout duquel nait un unique petit qui est porté sur le dos de sa mère durant la première semaine de vie, puis qui est aidé uniquement du mâle (quelquefois secondé par de plus grands jeunes). La mère s'occupe uniquement de la tétée, toutes les 3-4 heures.
Le petit est sevré autour de six mois, mais l'allaitement peut continuer jusqu'à plus d'un an. À deux ans les jeunes atteignent leur maturité sexuelle, mais il n'est pas rare qu'ils restent un an de plus avec les parents.

## Taxinomie
Aotus azarae admet deux sous espèces : Aotus azarae azarae et Aotus azarae boliviensis. Certains auteurs continuent à considérer Aotus infulatus comme une sous-espèce de Aotus azarae.

### Liste des sous-espèces
Selon Mammal Species of the World (version 3, 2005)  (15 mai 2014) :
- sous-espèce Aotus azarae azarae
- sous-espèce Aotus azarae boliviensis
- sous-espèce Aotus azarae infulatus

## Répartition géographique
Le Douroucouli d'Azara vit dans la zone comprise entre le Rio Guaporé, les Andes et le Rio Paraguay, c'est-à-dire en Bolivie, au Paraguay et en Argentine septentrionale.
Les deux sous-espèces sont séparées par le Lac Uberaba en Bolivie : Aotus azarae boliviensis vit au nord, Aotus azarae azarae au sud du lac.

### Source
- (it) Cet article est partiellement ou en totalité issu de l’article de Wikipédia en italien intitulé « Aotus azarae » (voir la liste des auteurs).